# Биджу джаната дал
Биджу джаната дал (англ. Biju Janata Dal, BJD; ория ବିଜୁ ଜନତା ଦଳ) — индийская региональная популистская политическая партия из штата Одиша. Основана 26 декабря 1997 года в результате раскола партии Джаната дал. С момента основания партию возглавляет бывший министр горнодобывающей промышленности Индии Навин Патнаик, который с 2000 по 2024 год занимал пост главного министра штата Одиша. До 2009 года партия находилась в коалиции с Бхаратия джаната парти.

## История
На первых в своей истории всеобщих выборах 1998 года BJD выиграла 9 мест и её лидер Навин был назначен министром горнодобывающей промышленности. На выборах 1999 года партия завоевала уже 10 мест. В союзе с Бхаратия джаната парти (BJP) Биджу джаната дал получила большинство мест в Законодательном собрании Одиши на выборах 2000 года, что позволило Навину стать главным министром штата. В 2004 году BJD повторила свой успех на региональных выборах и выиграла 11 мест в Лок Сабхе на выборах 2004 года. После антихристианских беспорядков в Кандхамале 2008 года, спровоцированных индуистскими националистами BJD разорвала союз с BJP на выборах в Лок Сабху и Ассамблею штата, сославшись на коммунализм и различия в распределении мест. На выборах 2009 года BJD выиграла 14 мест в нижней палате индийского парламента и обеспечила себе 108 мест из 147 в региональном парламенте. Биджу Джаната Дал одержала крупную победу на выборах 2014 года, получив 20 из 21 мест в Лок Сабхе от Одиши и 117 из 147 мест в Законодательной ассамблее штата. На выборах 2019 года партия получила 112 из 147 мест в ассамблее штата Одиша и 12 мест в Лок Сабхе. В 2022 году BJD одержала победу на выборах в панчаяты и городские местные органы власти в штате. В 2024 году партия впервые в своей истории потерпела поражение на выборах, потеряв все свои места в Лок Сабхе и более половины мест в региональной ассамблее (51 из 147), причём победу одержала BJP.

## Электоральная история

### Всеиндийские выборы
Ниже приведены результаты выборов в нижнюю палату индийского парламента по штату Одиша.
| Год  | Лидер         | Голоса     | %    | +/-    | Места    | +/-  | Статус    |
| ---- | ------------- | ---------- | ---- | ------ | -------- | ---- | --------- |
| 1998 | Навин Патнаик | 3 669 825  | 1,00 | ▬      | 9 из 12  | ▲ 9  | Правящая  |
| 1999 | Навин Патнаик | 4 378 536  | 1,20 | ▲ 0,20 | 10 из 12 | ▲ 1  | Правящая  |
| 2004 | Навин Патнаик | 5 082 849  | 1,30 | ▲ 0,10 | 11 из 12 | ▲ 1  | Оппозиция |
| 2009 | Навин Патнаик | 6 612 552  | 1,59 | ▲ 0,29 | 14 из 18 | ▲ 3  | Другие    |
| 2014 | Навин Патнаик | 9 489 946  | 1,73 | ▲ 0,14 | 20 из 21 | ▲ 6  | Другие    |
| 2019 | Навин Патнаик | 10 174 021 | 1,68 | ▼ 0,05 | 12 из 21 | ▼ 8  | Другие    |
| 2024 | Навин Патнаик | 9 413 379  | 1,46 | ▼ 0,22 | 0 из 21  | ▼ 12 | Без мест  |

### Региональные выборы
| Год  | Лидер         | Голоса     | %     | +/-     | Места      | +/-  | Статус    |
| ---- | ------------- | ---------- | ----- | ------- | ---------- | ---- | --------- |
| 2000 | Навин Патнаик | 4 151 895  | 29,40 | ▬       | 68 из 147  | ▬    | Правящая  |
| 2004 | Навин Патнаик | 4 632 280  | 27,36 | ▼ 2,04  | 61 из 147  | ▼ 7  | Правящая  |
| 2009 | Навин Патнаик | 6 903 641  | 38,86 | ▲ 11,50 | 103 из 147 | ▲ 42 | Правящая  |
| 2014 | Навин Патнаик | 9 335 159  | 43,35 | ▲ 4,49  | 117 из 147 | ▲ 14 | Правящая  |
| 2019 | Навин Патнаик | 10 475 697 | 44,71 | ▲ 1,36  | 112 из 147 | ▼ 5  | Правящая  |
| 2024 | Навин Патнаик | 10 102 454 | 40,22 | ▼ 4,49  | 51 из 147  | ▼ 61 | Оппозиция |